# Polsterwaffe

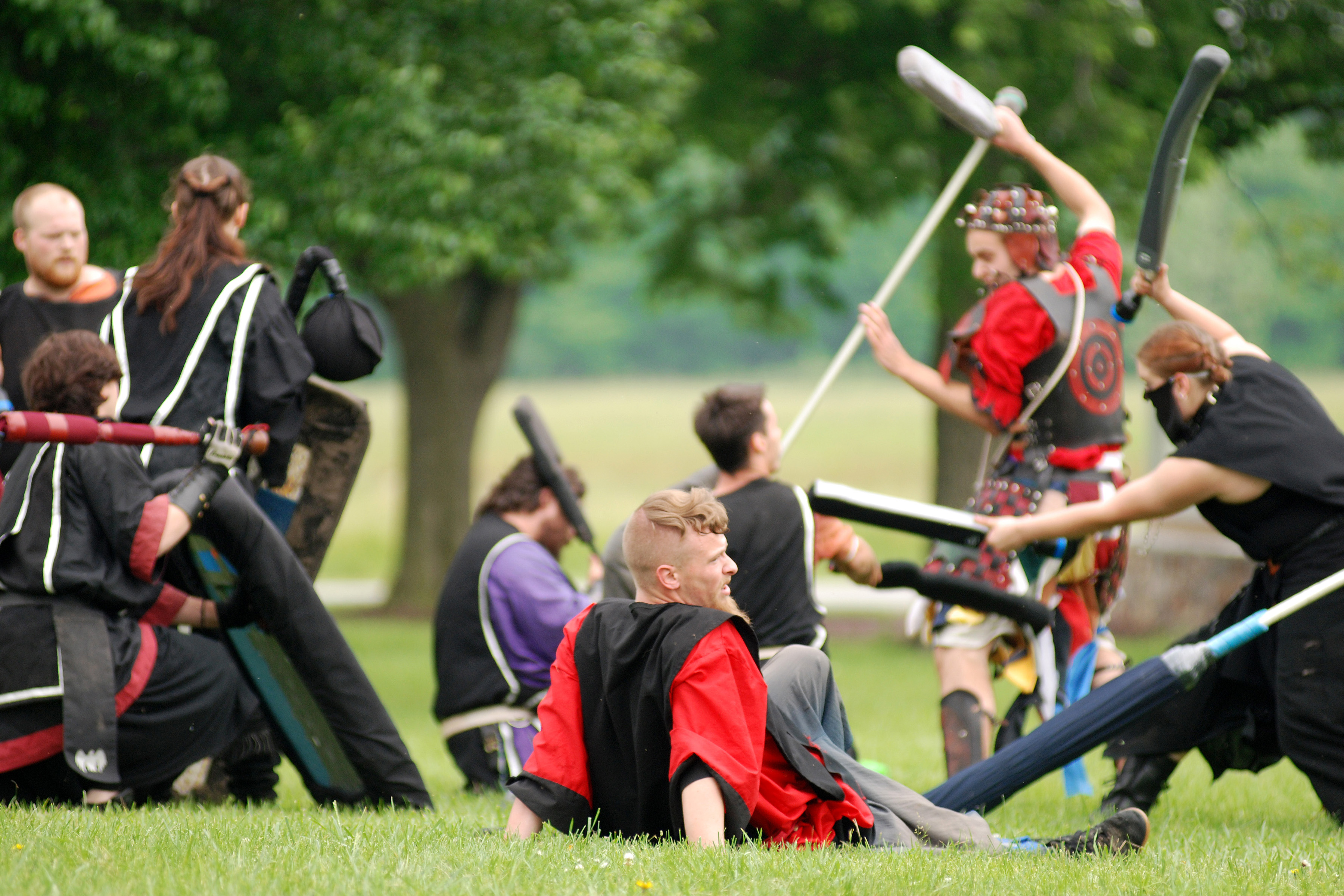
Live-Rollenspiel mit verschiedenen Polsterwaffen und Schilden

Polsterwaffen, auch Pompfen, sind Nachbauten von Waffen aus weichen Materialien. Dabei handelt es sich in der Regel um Nachbauten von Hieb- oder Stichwaffen. Diese werden beispielsweise in Film- und Fernsehproduktionen, im Theater und beim Live-Rollenspiel sowie beim Mannschaftssport Jugger verwendet und dienen der gefahrlosen Simulation eines realen Kampfes. Polsterwaffen sollen einer echten Waffe möglichst ähnlich sehen, dabei aber ungefährlich sein. Während diese für Theater und LARP-Zwecke gemachten Polsterwaffen optisch sehr eng an tatsächliche Waffen angelehnt sind, handelt es sich bei den Polsterwaffen, die für das Jugger-Spiel verwendet werden, um optisch eher schlichte Konstruktionen, im Wesentlichen gepolsterte Stöcke. Dort existiert auch ein Regelwerk, welches die Beschaffenheit der Polsterwaffen vorschreibt.

## Aufbau
Der Grundaufbau umfasst einen zentralen Kern aus einem harten, aber flexiblen Material, um die Polsterwaffe stabil und belastbar zu machen. Hier werden meist Stäbe oder Rohre aus glasfaserverstärktem Kunststoff oder Kohlenstofffaser verwendet, bei kurzen Polsterwaffen gelegentlich auch Nylon oder Leder. Seltener kommen Kunststoffrohre, Bambus oder Rattan zum Einsatz.
Bambus hat sich als Kernstab nicht bewährt. Der offensichtliche Nachteil von Bambus gegenüber Glasfaserkunststoff sind die geringere Flexibilität und die höhere Wahrscheinlichkeit des Brechens, wobei scharfkantige Holzsplitter entstehen, die die Schaumstoff-Ummantelung durchstoßen und zu schweren Verletzungen führen können. Aus diesem Grund wurde oft empfohlen, einen Bambuskernstab zuerst mit stabilem Klebeband zu umwickeln, was diese Gefahr jedoch nur wenig verringert.
Bambus hat aber auch Vorteile. Er ist, bei gleicher Elastizität, leichter, was sich vor allem bei langen Polsterwaffen positiv bemerkbar macht, günstiger und in jedem Baumarkt zu erstehen.
Um den Kernstab liegen eine oder mehrere Lagen eines Polstermaterials, welches den harten Kern polstert. Hier werden verschiedenste Arten von Schaumstoff verwendet. Über den Schaumstoff wird eine Deckschicht aufgetragen. Dies erhöht die Haltbarkeit der Polsterwaffe und verbessert ihr Aussehen.
Der Begriff Pompfe wurde bereits 1970 im Steinzeit-Klamauk Als die Frauen noch Schwänze hatten als Bezeichnung für Keule oder Knüppel verwendet. Er umschreibt lautmalerisch auch das Geräusch, das bei einem Treffer einer Polsterwaffe auf einen Spieler entsteht.

## Typen

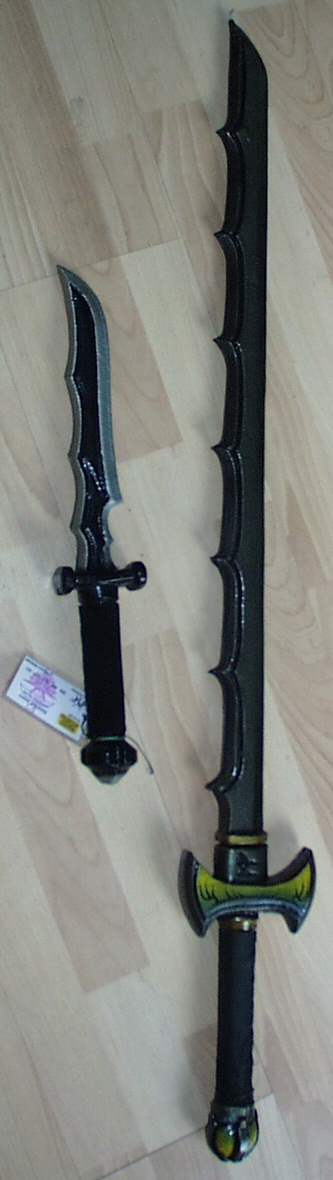
Latexwaffen

### Tapewaffen
Bei der Tapewaffe wird der Schaumstoff mit Gewebeklebeband umwickelt, um Stabilität, Aussehen und Sicherheit zu gewährleisten. Tapewaffen werden von Einsteigern oder in Übungskämpfen verwendet, da sie günstig und einfach in der Herstellung, anspruchslos zu lagern, pflegeleicht und im Falle eines Risses einfach mit einem Streifen Klebeband zu reparieren sind. Daher werden sie oft als Nicht-Spieler-Charakter-Waffen verwendet (zum Beispiel bei Gardisten oder Händlern).
Im Winter bleiben Tapewaffen bei niedrigen Temperaturen länger weich als latexummantelte Waffen, sind jedoch im Vergleich nicht so schön, da es schwierig ist, das Klebeband zu bemalen.

#### Pompfen im Jugger
Im Mannschaftssport Jugger werden Polsterwaffen eingesetzt, welche meist von den Spielern selbst angefertigt werden und Pompfen genannt werden. Sie bestehen aus einem Kern, der meist aus Carbon, Glasfasern oder Bambus besteht und einer Polsterung aus Schaumstoff, welche mit Klebeband fixiert wird. Der genaue Aufbau, wie beispielsweise die erlaubten Materialien, die Größe oder die Polsterstärke sind im Jugger-Regelwerk festgelegt. Es gibt neben Schlagpomfen auch einen Rundschild sowie eine Kette mit einem gepolsterten Schwungkörper. Die oben genannten Sportgeräte werden nicht als Waffen angesprochen um die sportlichen Aspekte von Kriegsspielen abzugrenzen.

### Latexwaffen
Bei der Latexwaffe werden mehrere Schichten eingefärbte Latexmilch auf die Polsterwaffe aufgetragen. Die Stabilität und Sicherheit wird auch hier gewährleistet. Gut gearbeitete Polsterwaffen besitzen zusätzlich eine Schutzschicht aus einer Lackart, die TopCoat genannt wird. Sie verleiht der Polsterwaffe zusätzliche Stabilität und verhindert den sogenannten Latexkrebs weitgehend. Allerdings wird dieser Lack manchmal spröde, was ein optisches Problem darstellen kann.
Latexwaffen sind zeitaufwändiger und etwas schwerer zu bauen als Tapewaffen. Auch Latex-Waffen sind mit ein paar Handgriffen und den passenden Materialien durchaus auch von einem Anfänger relativ einfach zu reparieren. Die eventuell aufgetragene Schutzschicht (Top-Coat) erschwert eine eventuelle Reparatur jedoch, da dieser Lack meist nur schwer in entsprechenden Gebindegrößen zu beschaffen ist und außerdem meist Giftstoffe enthält, die das Arbeiten in einem Wohnraum erschweren. Auch muss man für Latexwaffen einige Pflegehinweise beachten. Man darf sie z. B. nicht in der Sonne liegen lassen, da dies die Bildung von Latexkrebs fördert. Auch darf man sie nicht auf der nassen Wiese liegen lassen oder gar Frost aussetzen. All das führt zur Zerstörung der Polsterwaffe. Gut gelatexte Polsterwaffen sehen besser aus als getapte Polsterwaffen und sorgen so für die schönere Ausstattung eines Charakters.

#### Geschäumte Latexwaffen
Eine besondere Variante der Latexwaffe wird nicht aus einzelnen Polsterlagen zusammengeklebt, sondern um einen Kernstab herum aufgeschäumt. Positiv ist, dass auf diese Weise die Klebung als Schwachstelle entfällt; allerdings ist ein hoher finanzieller und technischer Aufwand zur Produktion notwendig. Diese Bauweise eignet sich also nur für die Serienfertigung durch ein professionelles Unternehmen. Die früher bekannten Probleme mit solchen Waffen, wie ihre harte Konsistenz, gelten inzwischen als überwunden.

#### Volllatexwaffen
Volllatexwaffen bestehen neben dem Kernstab nur aus Latex, enthalten also keine Schaumstoffschicht zur Polsterung. Diese Waffen sehen ihren realen Vorbildern am ähnlichsten, sind aber immer noch recht klobig. Sie werden wegen ihrer Härte und der Gefahr von Brandverletzungen durch Reibung auf der Haut (Ziehen der Klinge auf blanker Haut) meist nur für Schau- und Theatervorführungen verwendet. Auf LARP-Veranstaltungen wird der Umgang mit Volllatexwaffen meistens von der Spielleitung aus Sicherheitsgründen untersagt.

## Fernkampf

Polsterpfeil

Für den Fernkampf wird ein ganz normaler Bogen oder eine spezielle Armbrust eingesetzt, die eine Zugkraft aufweisen, die maximal 25 lbs beträgt (25 lbs = 25 englische Pfund = 11,34 kg). Die Geschosse sind besondere Polsterpfeile oder Bolzen. Diese tragen an der Spitze ein Polster, welches den Pfeil / den Bolzen ungefährlich macht. Die Polsterung muss einen bestimmten Durchmesser (mindestens 5 cm) aufweisen, damit im Falle eines Kopftreffers keine Gefahr für die Augen besteht.